# Kypello Ellados 1997-1998
La Coppa di Grecia 1997-1998 è stata la 56ª edizione del torneo. La competizione è iniziata il 17 agosto 1997 ed è terminato il 29 aprile 1998. Il Paniōnios ha vinto il trofeo per la seconda volta, battendo in finale il Panathīnaïkos.

## Primo Turno
Le partite sono state giocate il 17 e il 24 agosto 1997.
| Squadra 1             | Totale | Squadra 2            | Andata | Ritorno |
| --------------------- | ------ | -------------------- | ------ | ------- |
| Edessaïkos            | 4 - 1  | Preveza              | 2 - 0  | 2 - 1   |
| Marko                 | 4 - 0  | Doxa Dramas          | 4 - 0  | 0 - 0   |
| Tyrnavos              | 1 - 5  | Orestis Orestiada    | 0 - 3  | 1 - 2   |
| Ethnikos Asteras      | 5 - 3  | Panaigialeios        | 3 - 1  | 2 - 2   |
| Apollōn Kalamarias    | 2 - 0  | Pamisos Messinis     | 2 - 0  | 0 - 0   |
| Trikala               | 1 - 3  | Lyki Kalochori       | 0 - 2  | 1 - 1   |
| Agios Nikolaos        | 6 - 7  | Panserraïkos         | 5 - 2  | 1 - 5   |
| Agrotikos Asteras     | 4 - 3  | Kozani               | 4 - 1  | 0 - 2   |
| Kallithea             | 2 - 3  | Nafpaktiakos Asteras | 2 - 1  | 0 - 2   |
| Apollon Larissa       | 1 - 0  | PAS Giannina         | 1 - 0  | 0 - 0   |
| Panargeiakos          | 1 - 2  | Agia Eleousa         | 1 - 1  | 0 - 1   |
| Orfeas Alexandroupoli | 2 - 1  | Keratsini            | 0 - 0  | 2 - 1   |
| Panelefsiniakos       | 6 - 1  | Korinthos            | 5 - 0  | 1 - 1   |
| Kerkyra               | 3 - 1  | Olympiakos Volos     | 3 - 0  | 0 - 1   |
| Naoussa               | 1 - 5  | Aetos Skydra         | 0 - 2  | 1 - 3   |
| Pyrgos                | 0 - 5  | Panaitōlikos         | 0 - 4  | 0 - 1   |
| Ialiso Rodi           | 5 - 1  | Larissa              | 2 - 0  | 3 - 1   |
| Anagennisi Arta       | 0 - 5  | Arīs Salonicco       | 0 - 0  | 0 - 5   |
| Egaleo                | 2 - 1  | Ampelokipi           | 2 - 1  | 0 - 0   |
| Rethymniakos          | 1 - 2  | Pierikos             | 1 - 1  | 0 - 1   |
| Nikī Volo             | 2 - 0  | Levadeiakos          | 2 - 0  | 0 - 0   |
| Ergotelīs             | 4 - 2  | Kastoria             | 3 - 2  | 1 - 0   |
| Anagennīsī Karditsa   | 5 - 2  | Doxa Vyrona          | 3 - 0  | 2 - 2   |
| Poseidon Michaniona   | 3 - 2  | Eolikos Mytilenes    | 0 - 1  | 3 - 1   |

## Secondo Turno
Le partite sono state giocate il 10, il 24 e il 25 settembre 1997.
| Squadra 1             | Totale | Squadra 2            | Andata | Ritorno           |
| --------------------- | ------ | -------------------- | ------ | ----------------- |
| Arīs Salonicco        | 4 - 1  | Aetos Skydra         | 4 - 0  | 0 - 1             |
| Agia Eleousa          | 2 - 3  | Edessaïkos           | 2 - 1  | 0 - 2             |
| Poseidon Michaniona   | 3 - 3  | Orestis Orestiada    | 2 - 1  | 1 - 2 (3 – 4 dtr) |
| Ergotelīs             | 2 - 3  | Apollon Larissa      | 1 - 1  | 1 - 2             |
| Pierikos              | 2 - 5  | Panserraïkos         | 1 - 2  | 1 - 3             |
| Orfeas Alexandroupoli | 1 - 1  | Nafpaktiakos Asteras | 1 - 0  | 0 - 1 (3 – 0 dtr) |
| Ethnikos Asteras      | 0 - 5  | Apollōn Kalamarias   | 0 - 2  | 0 - 3             |
| Panelefsiniakos       | 2 - 1  | Lyki Kalochori       | 2 - 1  | 0 - 0             |
| Panaitōlikos          | 4 - 2  | Marko                | 1 - 1  | 3 - 1             |
| Nikī Volo             | 2 - 0  | Kerkyra              | 1 - 0  | 1 - 0             |

Passano automaticamente il turno:
| Squadre             |
| ------------------- |
| Egaleo              |
| Ialiso Rodi         |
| Anagennīsī Karditsa |
| Agrotikos Asteras   |

## Terzo Turno
Le partite sono state giocate il 19 novembre e il 3, il 4 e il 24 dicembre 1997.
| Squadra 1          | Totale      | Squadra 2             | Andata | Ritorno |
| ------------------ | ----------- | --------------------- | ------ | ------- |
| Egaleo             | 2 - 2 (gfc) | Panīleiakos           | 1 - 0  | 1 - 2   |
| Orestis Orestiada  | 0 - 6       | Panathīnaïkos         | 0 - 2  | 0 - 4   |
| Skoda Xanthi       | 4 - 1       | AEK Atene             | 2 - 1  | 2 - 0   |
| Apollon Larissa    | 2 - 2 (gfc) | Panachaïkī            | 1 - 0  | 1 - 2   |
| Apollōn Kalamarias | 5 - 3       | Kavala                | 3 - 0  | 2 - 3   |
| Agrotikos Asteras  | 2 - 3       | Anagennīsī Karditsa   | 1 - 0  | 1 - 3   |
| Apollōn Smyrnīs    | 0 - 2       | Orfeas Alexandroupoli | 0 - 2  | 0 - 0   |
| OFI Creta          | 2 - 0       | Kalamata              | 1 - 0  | 1 - 0   |
| Arīs Salonicco     | 3 - 3 (gfc) | Ialiso Rodi           | 2 - 0  | 1 - 3   |
| Panelefsiniakos    | 3 - 4       | Paniōnios             | 3 - 1  | 0 - 3   |
| Edessaïkos         | 3 - 2       | Athīnaïkos            | 1 - 0  | 2 - 2   |
| Īraklīs            | 4 - 2       | Olympiacos            | 2 - 0  | 2 - 2   |
| Ethnikos Pireo     | 0 - 3       | Ionikos               | 0 - 0  | 0 - 3   |
| GAS Veria          | 3 - 2       | Panaitōlikos          | 0 - 0  | 3 - 2   |
| Panserraïkos       | 4 - 3       | Nikī Volo             | 2 - 1  | 2 - 2   |
| PAOK               | 3 - 2       | Proodeftikī           | 3 - 1  | 0 - 1   |

## Ottavi di finale
Le partite sono state giocate il 7, l'8, il 9, il 28 e il 29 gennaio 1998.
| Squadra 1             | Totale | Squadra 2           | Andata | Ritorno |
| --------------------- | ------ | ------------------- | ------ | ------- |
| GAS Veria             | 3 - 4  | Skoda Xanthi        | 2 - 1  | 1 - 3   |
| Panathīnaïkos         | 10 - 5 | Panserraïkos        | 4 - 1  | 6 - 4   |
| OFI Creta             | 3 - 5  | Arīs Salonicco      | 2 - 1  | 1 - 4   |
| Egaleo                | 1 - 5  | Apollōn Kalamarias  | 0 - 0  | 1 - 5   |
| Apollon Larissa       | 4 - 0  | Anagennīsī Karditsa | 3 - 0  | 1 - 0   |
| PAOK                  | 4 - 1  | Ionikos             | 2 - 0  | 2 - 1   |
| Īraklīs               | 6 - 3  | Edessaïkos          | 5 - 0  | 1 - 3   |
| Orfeas Alexandroupoli | 0 - 1  | Paniōnios           | 0 - 0  | 0 - 1   |

## Quarti di finale
Le partite sono state giocate l'11 e il 25 febbraio 1998.
| Squadra 1      | Totale | Squadra 2          | Andata | Ritorno |
| -------------- | ------ | ------------------ | ------ | ------- |
| Arīs Salonicco | 1 - 3  | Panathīnaïkos      | 1 - 1  | 0 - 2   |
| PAOK           | 2 - 1  | Skoda Xanthi       | 2 - 0  | 0 - 1   |
| Īraklīs        | 4 - 1  | Apollon Larissa    | 4 - 0  | 0 - 1   |
| Paniōnios      | 6 - 2  | Apollōn Kalamarias | 4 - 2  | 2 - 0   |

## Semifinali
Le partite sono state giocate il 4 e il 18 marzo 1998.
| Squadra 1 | Totale | Squadra 2     | Andata | Ritorno |
| --------- | ------ | ------------- | ------ | ------- |
| Paniōnios | 2 - 1  | PAOK          | 1 - 0  | 1 - 1   |
| Īraklīs   | 2 - 4  | Panathīnaïkos | 2 - 1  | 0 - 3   |

## Finale
| Arbitro: | Giorgos Borovilos (Arcadia) |

|              |           |  |
| Nalitzis 53’ | Marcatori |  |